# جون كارول لينتش
جون كارول لينتش (بالإنجليزية: John Carroll Lynch)‏ (و. 1963 – م) هو ممثل، وممثل تلفزيوني من الولايات المتحدة الأمريكية . ولد في بولدر، كولورادو .

## التعليم
تعلم في الجامعة الكاثوليكية الأمريكية

## روابط خارجية
- جون كارول لينتش على موقع IMDb (الإنجليزية)
- جون كارول لينتش على موقع قاعدة بيانات الأفلام العربية
- جون كارول لينتش على موقع ألو سيني (الفرنسية)
- جون كارول لينتش على موقع ميوزك برينز (الإنجليزية)
- جون كارول لينتش على موقع أول موفي (الإنجليزية)
- جون كارول لينتش على موقع قاعدة بيانات الأفلام السويدية (السويدية)
- جون كارول لينتش على موقع إن إن دي بي (الإنجليزية)
- جون كارول لينتش على موقع قاعدة بيانات الفيلم (الإنجليزية)
- جون كارول لينتش على موقع كينوبويسك (الروسية)